# Беловиште (Јегуновце)
Беловиште (мкд. Беловиште) је насеље у Северној Македонији, у северном делу државе. Беловиште припада општини Јегуновце.

## Географија
Насеље Беловиште је смештено у северном делу Северне Македоније, близу државне границе са Србијом (7 km североисточно од насеља). Од најближег већег града, Тетова, насеље је удаљено 20 km североисточно.
Беловиште се налази у доњем делу историјске области Полог. Насеље је положено на северном ободу Полошког поља. Јужно насеља се пружа поље, а северно и западно се издиже Шар-планина. Надморска висина насеља је приближно 720 m.
Кроз село тече Беловишка река.
Клима у насељу је умерено континентална.

## Историја
Ту је између 1868-1874. године радила српска народна школа.
Преминуо је почетком 1899. године учитељ и парох, поп Михаило Ђорђевић, родом из тог места. После завршетка београдске Богословије 1863. године радио је као учитељ у Јужној Србији, да би се последњих 25 година скрасио у свом родном Беловишту, прво као учитељ па свештеник.
У месту је 1904. године прослављен празник Савиндан. Чинодејствовао је у цркви посвећеној Св. Николи, парох беловишки и глоцки поп Ђорђе Наумовић. У месту је радила српска народна школа са учитељем Здравком Тасићем.
Почетком 20. века сви житељи су били припадници Српске православне цркве.

## Становништво
Беловиште је према последњем попису из 2021. године имало 230 становника.
Већинска вероисповест је православље.
| Национални састав према попису из 2021.‍ | Национални састав према попису из 2021.‍ | Национални састав према попису из 2021.‍ | Национални састав према попису из 2021.‍ | Национални састав према попису из 2021.‍ |
| --------------------------------------- | --------------------------------------- | --------------------------------------- | --------------------------------------- | --------------------------------------- |
|                                         |                                         |                                         |                                         |                                         |
| Македонци                               | Македонци                               |                                         | 187                                     | 81,3%                                   |
| Срби                                    | Срби                                    |                                         | 13                                      | 5,6%                                    |
| непописани                              | непописани                              |                                         | 29                                      | 12,6%                                   |